# Lamine Diakhaté
Pour les articles homonymes, voir Diakhaté.
Lamine Diakhaté, né le 16 septembre 1928 à Saint-Louis et mort le 25 janvier 1987 à Paris, est un homme politique et écrivain sénégalais.

## Biographie
Après sa scolarité à Louga et Saint-Louis et ses études universitaires à Katibougou (Soudan français), Dakar et Paris, gagnant des diplômes en langues orientales, en phonétique, en littérature et linguistique générales, il se forme comme journaliste et rédacteur. Jeune homme, il attire l’attention du président-poète Léopold Sédar Senghor.
Diakhaté occupe ensuite des postes élevés en France et au Sénégal, entre autres comme chef de la Division d’Information de la Société de radiodiffusion de la France d’Outre-Mer (SORAFOM) à Paris, comme directeur de la Radiodiffusion du Sénégal (SORAFOM et Gouvernement du Sénégal) et comme directeur de l’information et de la Radio de la fédération du Mali. Dans ses diverses fonctions, il rédige un grand nombre d’articles et éditoriaux pour des journaux comme Afrique en marche (Paris), Condition Humaine, Dakar-Matin, Le Soleil, les trois derniers étant publiés à Dakar.
Proche collaborateur du président Léopold Sédar Senghor, Lamine Diakhaté sert comme directeur du cabinet de la présidence du Sénégal, comme ministre de l’Information, des Télécommunications et du Tourisme et aussi comme ambassadeur du Sénégal au Nigéria, ambassadeur du Sénégal auprès du royaume du Maroc, et finalement comme ministre conseiller ou délégué permanent adjoint du Sénégal auprès de l’UNESCO à Paris.
Auteur et poète africain d’expression française, Lamine Diakhaté est l'un des représentants de la négritude. À ses yeux la négritude est un mouvement littéraire, un effort pour donner une voix aux traditions et valeurs de la culture africaine avec le but de participer activement au développement d’un humanisme universel des autres civilisations. En tant que critique littéraire, il promeut des idées formulées à l'origine par Aimé Césaire, Léon-Gontran Damas et Léopold Sédar Senghor en présentant les œuvres des poètes et auteurs de la négritude et en critiquant d’autres. Avec Césaire et Alioune Diop, il est un des cinq membres du comité de direction des éditions Présence africaine, à Paris. Cette maison de publication imprime quelques-unes de ses œuvres poétiques. Pendant plusieurs années, il sert aussi comme secrétaire culturel de la Société africaine de culture (SAC).
Dans toutes ses fonctions, Lamine Diakhaté participe activement à plusieurs festivals littéraires et conférences en Afrique, Europe et en Asie : les Biennales Internationales de Poésie (entre autres la Ve (septembre 1961) et XIIe) à Knokke-le-Zoute Belgique) ; la Première et la Troisième Biennale de la langue française, à Namur en 1965 et à Liège en 1969 ; les Colloques des Écrivains Afro-Scandinaves à Stockholm ; le Congrès des Écrivains Afro-Asiatiques, à Beyrouth en mars 1967 ; le Festival Poétique de Struga en août 1976 ; le Fourth World Congess of Poets à Séoul du 2 au 7 juillet 1979 ; et le 15e Congrès de l'Union Internationale des journalistes et de la presse de langue française à Paris du 29 septembre au 6 octobre 1979. En plusieurs occasions, il est un des organisateurs, par exemple à l’occasion du Premier festival mondial des Arts Nègres, du 1er au 24 avril 1966 ; du Festival culturel panafricain d'Alger en 1969, des Journées culturelles africaines de Turin, en avril 1967, du Colloque sur la négritude à Dakar, en avril 1971, et de l'« Introduction à la Poésie de L.S. Senghor » à Casablanca, en avril 1974.
Les mérites de Lamine Diakhaté comme auteur sont reconnus : la Société des gens de lettres l’élit membre sociétaire en novembre 1976, et deux distinctions lui sont attribuées : le prix Edgar Poe pour l'année 1971 de la Maison de Poésie à Paris, et le grand prix littéraire d'Afrique noire 1979 pour son roman Chalys d’Harlem.
Lamine Diakhaté meurt le 25 janvier 1987 à Paris, et est enterré au cimetière musulman de Yoff à Dakar, le 2 février 1987. Son épouse, Gisèle, née Clément, et leurs deux enfants, Laurence et Thierry, sont également décédés.

## Œuvres

### Poésie
- La joie d’un Continent, éditions P.A.B, Alès, 1954 ;
- « Pour la Jeune Fille de Soie Noire », Présence Africaine 2e série no 3, avril-septembre 1955, p. 48 ;
- Primordiale du Sixième Jour, éditions Présence Africaine, Paris, 1963 ;
- Temps de Mémoire, éditions Présence Africaine, Paris, 1967 ;
- Nigérianes, Nouvelles Éditions africaines, Dakar/Abidjan, 1974 ;
- Terres Médianes, éditions Saint-Germain-des-Prés, Paris, 1984.

### Romans
- Lecture libre de Lettres d’hivernage et d’Hosties noires de Léopold Sédar Senghor, Nouvelles Éditions africaines, Dakar, 1976 ;
- Chalys d’Harlem Les Nouvelles Éditions Africaines, Dakar, 1978 ;
- Le Sahélien de Lagos, Les Nouvelles Éditions Africaines, Dakar 1984.

### Autres
- « Sarzan » (adaptation théâtrale d’une nouvelle de Birago Diop), Liaisons, numéro spécial « l’Afrique nouvelle », Dakar, le 1er mars 1955 ;
- « Prisonnier du regard », Présence Africaine, nouvelle série bilingue no 65 (1er trimestre 1968, p. 144-155 ;
  - « Prisonnier du regard », Les Nouvelles Éditions Africaines, réimpr. Dakar, 1975.